# خروج قطار از ریل در واشینگتن (۲۰۱۷)
در تاریخ ۱۸ دسامبر ۲۰۱۷ قطار مسافربری امتراک در دوپانت، واشینگتن از خط خارج شد.

## از خط خارج شدن
در ساعت ۰۷:۳۰ به وقت محلی (۱۵:۳۰ UTC) یک قطار مسافربری امتراک در دوپانت، واشینگتن حدود ۴۰ مایلی (۶۴ کیلومتری) جنوب سیاتل، واشینگتن از خط خارج شد. از خط خارج شدن بر روی پل بزرگراه I-5 اتفاق افتاد. گزارش شده‌است که تعدادی خودرو در این حادثه به هم برخورده کرده‌اند.
تأیید شده‌است که سه تن از مسافران قطار کشته شده‌اند. گزارش شده‌است که مجروحین نیز در میان خودروهای عبوری بزرگراه I-5 بوده‌اند. هفتاد و هفت تن به بیمارستان‌های اطراف همچون بیمارستان پراویدنس سنت پیتر در المپیا، بیمارستان سنت آنتونی در گیگ هاربر، بیمارستان عمومی تاکوما، و بیمارستان سنت کلر در تاکوما انتقال داده شده‌اند. در این قطار ۵ خدمه و حدود ۷۸ مسافر حضور داشته‌اند. در این حادثه حداقل هفت واگن از خط خارج شده‌است.